# QB50P1
QB50P1 — первый бельгийский искусственный спутник Земли. Аппарат был запущен 19 июня 2014 года из пусковой платформы Ясный с помощью ракеты-носителя Днепр и служит для наблюдения термосферы Земли и использовался в радиолюбительских целях. Основная задача аппарата — проверка технологии и апробация спутников перед запуском проекта 50 научных наноспутников на платформе CubeSat.

## История
15 февраля 2012 года Европейская комиссия предложила финансирование проекта по запуску серии из 50 спутников для проведения всесторонних исследований Земли и космического пространства. Фон-Кармановский институт гидродинамики начал курировать проект. В сотрудничестве с голландской компанией ISIS были разработаны первые два прототипа QB50P1 и QB50P2. Для Бельгии это были первые национальные спутники на орбите.
В 2014 году оба аппарата были запущены в качестве полезной нагрузки с 36 другими аппаратами. Этот пуск в то время был рекордным по количеству запущенных аппаратов.. Вместе с ними был запущен первый иракский спутник — Tigrisat и первый спутник Уругвая — ANTELSAT. После старта аппарат отделился от итальянского аппарата UniSat 6 и вышел на расчётную солнечно-синхронную орбиту.
19 июня 2015 года радиолюбительский передатчик был протестирован и активирован.

## Конструкция
Спутник представляет собой типичный наноспутник на платформе CubeSat 2U массой 2 кг. Электропитание осуществляется с помощью солнечных батарей, расположенными вдоль корпуса. Ориентация на Землю осуществляется по магнитному полю с помощью электромагнитов. Для осуществления контроля температуры установлено несколько термопар. Проверка новых систем была основной задачей спутника.
В качестве полезной нагрузки внутри аппарата расположена масс-спектрометры и датчики кислорода в атмосфере.
Также были установлены небольшой транспондер для радиолюбителей мощностью 1,5 Вт. Он работает на частотах 435/145 МГц. Позывной EO 79 (OSCAR 79). Из-за ограничений по электропотреблению передатчик работает только через 27 минут после того, как космический корабль выходит из тени Земли и останется включённым в течение 25 минут.